# Austin Hamilton
Austin Hamilton (Jamaica, 29 de julio de 1997) es un atleta sueco de origen jamaicano especializado en la prueba de 60 m, en la que consiguió ser medallista de bronce europeo en pista cubierta en 2017.

## Carrera deportiva
En el Campeonato Europeo de Atletismo en Pista Cubierta de 2017 ganó la medalla de bronce en los 60 metros, con un tiempo de 6.63 segundos que fue su mejor marca personal, tras el británico Richard Kilty y el eslovaco Ján Volko (plata con 6.58 segundos).